# Corozal segunda sección
Corozal segunda sección es una localidad del municipio de Juárez ubicado en el noroeste del estado mexicano de Chiapas.

## Geografía
La localidad de Corozal segunda sección se sitúa en las coordenadas geográficas 17°40′08″N 93°15′55″O / 17.668889, -93.265278, a una elevación de 61 metros sobre el nivel del mar.

## Demografía
Según el Conteo de Población y Vivienda 2005, efectuado por el Instituto Nacional de Estadística y Geografía, Corozal segunda sección tenía 168 habitantes, en 2010 la población era de 273 habitantes, y para 2020 había 193, habitantes de los cuales 100 son del sexo masculino y 93 del sexo femenino.
| Gráfica de evolución demográfica de Corozal 2.ª Sección entre 2005 y 2020 |
|                                                                           |
| INEGI.                                                                    |